# Кава Тичино (Милано)
Кава Тичино је насеље у Италији у округу Милано, региону Ломбардија.
Према процени из 2011. у насељу је живело 25 становника. Насеље се налази на надморској висини од 175 м.